# Віконт Гарбертон

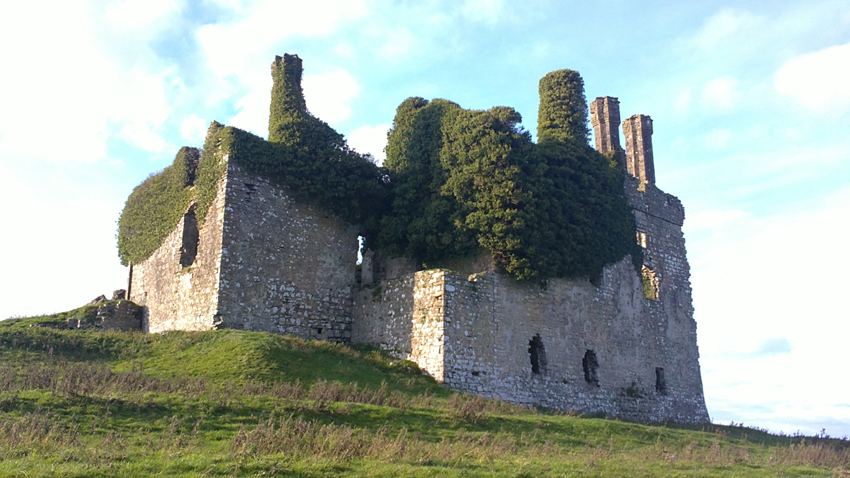
Руїни замку Карбері.

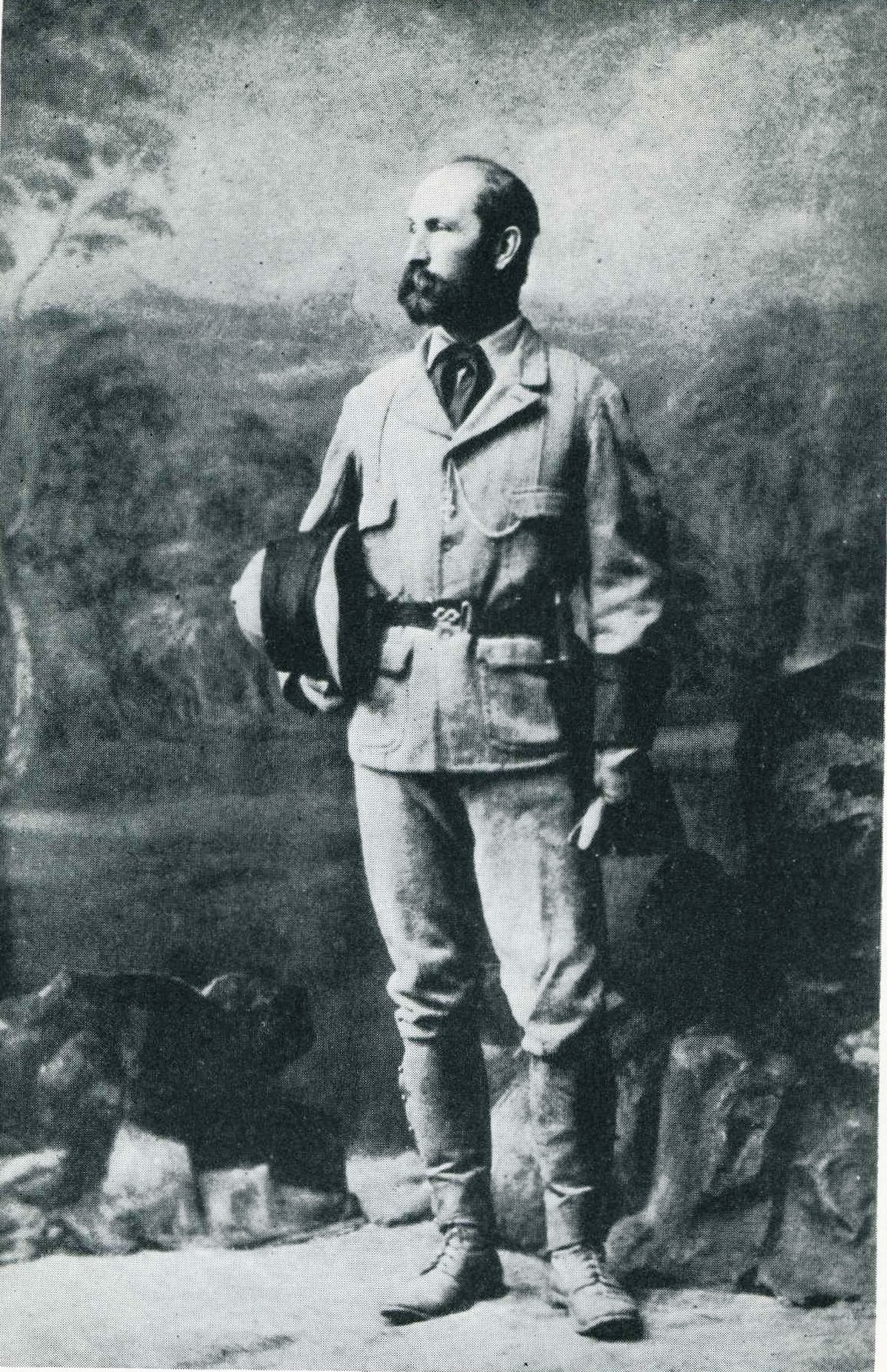
Полковник Джордж Померой Коллі.

Віконт Гарбертон (англ. — Viscount Harberton) — аристократичний титул в перстві Ірландії.

## Історія віконтів Гарбертон
Титул віконт Гарбертон з Карбері, що в графстві Кілдер був створений в перстві Ірландії 5 липня 1791 року для Артура Помероя — І барона Габертон. Він був депутатом Палати громад парламенту Ірландії і представляв графство Кілдер. До того він вже був нагороджений титулом барона Гарбертон з Карбері, що в графстві Кілдер в перстві Ірландії 10 жовтня 1983 року. Артур Померой (16 січня 1723 — 9/11 квітня 1798) був відомим в Ірландії політиком. Він народився в Корку, він був старшим сином преподобного Джона Помероя — архідиякона Корка та його дружини Елізабет Доннеллан з Клоган, графство Роскоммон. Артур Померой Він одружився з Мері Коллі — дочкою Генрі Коллі з Кастл-Карбері — двоюрідного дядька І герцога Веллінгтон та його дружини леді Мері Гамільтон — дочки Джеймса Гамільтона — VI графа Аберкорна. У них було семеро дітей, у тому числі Генрі — II віконт Гарбертон, Артур — ІІІ віконт Гарбертон і Джон — IV віконт Гарбертон. Його молодша дочка Мері вийшла заміж за сера Джона Крейвена Кардена — І баронета Темплмор, графство Тіпперері. Інша дочка — Генрієтта вийшла заміж за Джеймса Хьюїта — ІІ віконта Ліффорд, але померла через два роки шлюбу. Двоє інших дітей — Джордж та Елізабет померли неодруженими. Артур Померой був предком генерала Джорджа Помероя Коллі (1835—1881).
Генрі Померой — ІІ віконт Гарбертон (8 грудня 1749 — 29 листопада 1829) був відомим ірландським політиком та юристом. Він був обраний депутатом Палати громад парламенту Ірландії від Страбейна і був депутатом у 1776—1797 роках. У 1775 році він почав роботу в ірландській адвокатурі. 9 квітня 1798 року він успадкував титул свого батька як віконт Гарбертон і зайняв своє місце в Палаті лордів парламенту Ірландії. Він одружився з Мері Грейді і мав сина Генрі, що помер молодим. Після його смерті титул перейшов до його брата Артура.
На сьогодні титулом володіє його нащадок, що став ХІ віконтом Гарбертон успадкувавши титул від свого дядька в 2004 році.

## Віконти Гарбертон (1791)
- Артур Померой (1723—1798) — І віконт Гарбертон
- Генрі Померой (1749—1829) — ІІ віконт Гарбертон
- Артур Джеймс Померой (1753—1832) — ІІІ віконт Гарбертон
- Джон Померой (1758—1833) — IV віконт Гарбертон
- Джон Джеймс Померой (1790—1862) — V віконт Гарбертон
- Джеймс Спенсер Померой (1836—1912) — VI віконт Гарбертон, одружився з Флоренс Воллес Померой
- Ернест Артур Джордж Померой (1867—1944) — VII віконт Гарбертон, одружився з Ферлі Гармар
- Ральф Легге Померой (1874—1956) — VIII віконт Гарбертон
- Генрі Ральф Мартін Померой (1908—1980) — IX віконт Гарбертон
- Томас де Ваторт Померой (1910—2004) — X віконт Гарбертон
- Генрі Роберт Померой (1958 р. н.) — XI віконт Гарбертон

Спадкоємцем титулу є син теперішнього власника титулу його ясновельможність Патрік Крістофер Померой (1995 р. н.)